# Tandhjul
Et tandhjul er et hjul, hvis rand er forsynet med regelmæssigt fordelte fremspring og mellemrum: Fremspringene kaldes tænder, og er udformet så de kan gå i indgreb med tilsvarende tænder på et andet tandhjul. Tandhjul er opfundet før Antikythera-mekanismen (ca. 80 f.Kr.) og nok før den Sydpegende Hestevogn (ca. 2600 f.Kr.). Et tandhjul, der er forarbejdet i træ, betegnes som et kamhjul.
Tandhjul bruges i udvekslinger, eller gear, hvori rotationsenergi med én vinkelfrekvens ("omdrejningstal") og drejningsmoment ("trækkraft") omsættes til rotation ved andre vinkelfrekvenser og drejningsmomenter: Generelt gælder, at hvis et større tandhjul trækker et mindre, får man større vinkelfrekvens og mindre drejningsmoment, og omvendt, når et mindre tandhjul trækker et større; mindre vinkelfrekvens og større drejningsmoment.

## Udveksling med tandhjul
Illustrationen til højre viser to tandhjul med radierne r1 og r2, og forsynet med lige store tænder og mellemrum. Tænderne griber ind i hinanden, og danner derved en udveksling mellem de to parallelle akser som hjulene sidder på – bemærk at "radius" her er afstanden mellem hjulets akse og de steder på tænderne (her markeret med en hvid streg) der kommer i berøring med det andet hjuls tænder.
Trækker man det ene tandhjul rundt med et drejningsmoment τ1 og en vinkelhastighed ω1, tvinges det andet hjul til at rotere i den modsatte retning med et nyt drejningsmoment τ2 og ny vinkelhastighed ω2.

### Vinkelfrekvensen er omvendt proportional med radius
Der hvor tænderne griber ind i hinanden, skal der hele tiden passere én tand fra det ene hjul, efterfulgt af én tand fra det andet. Og da tænderne sidder med ensartet afstand, skal de to hjul have samme tangentialhastighed i indgrebspunktet. Da tangentialhastigheden er proportional med radius og vinkelhastigheden, må det mindre hjul have en højere vinkelfrekvens end det større for at holde denne fælles tangentialhastighed. Der gælder, at:

{\displaystyle {\frac {\omega _{1}}{\omega _{2}}}=-{\frac {r_{2}}{r_{1}}}}

### Drejningsmomentet er proportionalt med radius
Drejningsmomentet er proportionalt med den kraft, som tænderne udøver på hinanden, og med "momentarmens" længde, som i dette tilfælde er hjulenes radier. Da kraften er ens for begge tænder (jfr. Newtons 3. lov om aktion og reaktion), bliver drejningsmomentet i et givent tandhjul proportionalt med hjulets radius. Man har, at:

{\displaystyle {\frac {\tau _{1}}{\tau _{2}}}=-{\frac {r_{1}}{r_{2}}}}

Den sidste ligning gælder kun i en idéel udveksling, dvs. fri for tab af mekanisk energi gennem f.eks. friktion.

## Forskellige slags tandhjul
Ved at tilpasse den geometriske form på et tandhjuls tænder, kan man lave specialiserede tandhjul til en række forskellige formål:
- Koniske tandhjul gør det muligt at lave tandhjulsudvekslinger mellem akser der ikke er indbyrdes parallelle.
- Kædehjul har tænder udformet til at gå i indgreb med dertil udformede kæder, transportbånd m.v.
- Spiraltandhjul: På disse hjul følger kanterne på tænderne en spiral eller skruelinje i stedet for at være lineære og parallelle med hjulets omdrejningsakse. Den specielle udformning mindsker de vibrationer som udvekslinger med "normale" tandhjul laver, og tandhjul af denne art bruges også i udvekslinger mellem et tandhjul og et gevind – se snekke (mekanik).
- Tandremshjul er tandhjul hvis tænder er udformet til at gå i indgreb med tænderne på tandremme.

|  |  |  |  |